# Coralliophila
Coralliophila is een geslacht van weekdieren uit de klasse van de Gastropoda (slakken).

## Soorten
- Coralliophila aberrans (C. B. Adams, 1850)
- Coralliophila abnormis (E. A. Smith, 1878)
- Coralliophila adansoni Kosuge & Fernandes, 1989
- Coralliophila aedonia (Watson, 1886)
- Coralliophila africana Smriglio & Mariottini, 2002
- Coralliophila ahuiri Cossignani, 2009
- Coralliophila alboangulata (E. A. Smith, 1890)
- Coralliophila amirantium E. A. Smith, 1884
- Coralliophila andamana Melvill, 1889
- Coralliophila atlantica E. A. Smith, 1890
- Coralliophila australis Oliverio, 2009
- Coralliophila basileus (Dautzenberg & H. Fischer, 1896)
- Coralliophila bathus Oliverio, 2008
- Coralliophila bracteata (Brocchi, 1814) †
- Coralliophila brevis (Blainville, 1832)
- Coralliophila bulbiformis (Conrad, 1837)
- Coralliophila burdigalensis (Tournouër, 1874) †
- Coralliophila cancellarioidea Oliverio, 2008
- Coralliophila candidissima Oliverio, 2008
- Coralliophila caribaea Abbott, 1958
- Coralliophila carnosa Kosuge, 1986
- Coralliophila caroleae D'Attilio & Myers, 1984
- Coralliophila clathrata (A. Adams, 1854)
- Coralliophila confusa Kosuge, 1986
- Coralliophila costata (Blainville, 1832)
- Coralliophila costularis (Lamarck, 1816)
- Coralliophila cumingii (H. Adams & A. Adams, 1864)
- Coralliophila curta G. B. Sowerby III, 1894
- Coralliophila elaborata H. Adams & A. Adams, 1863
- Coralliophila elvirae D'Attilio & Emerson, 1980
- Coralliophila erosa (Röding, 1798)
- Coralliophila erythrostoma E. A. Smith, 1890
- Coralliophila fearnleyi (Emerson & D'Attilio, 1965)
- Coralliophila fimbriata (A. Adams, 1854)
- Coralliophila flava Kosuge, 1985
- Coralliophila fontanangioyae Smriglio & Mariottini, 2000
- Coralliophila fragosa E. A. Smith, 1910
- Coralliophila francoisi Bozzetti, 2006
- Coralliophila fritschi (Martens, 1874)
- Coralliophila galea (Dillwyn, 1823)
- Coralliophila giton (Dautzenberg, 1891)
- Coralliophila guancha Smriglio, Mariottini & Engl, 2003
- Coralliophila hayesi Smriglio & Mariottini, 2002
- Coralliophila hotei (Kosuge, 1985)
- Coralliophila infantula Kosuge, 1985
- Coralliophila inflata (Dunker, 1847)
- Coralliophila jarli Knudsen, 1956
- Coralliophila jeffreysi E. A. Smith, 1879
- Coralliophila juliamoralesae Smriglio, Mariottini & Engl, 2002
- Coralliophila kaiparaensis (P. Marshall, 1918) †
- Coralliophila kalafuti (Petuch, 1987)
- Coralliophila kaofitorum Vega, Vega & Luque, 2002
- Coralliophila knudseni Smriglio & Mariottini, 2000
- Coralliophila latilirata Rehder, 1985
- Coralliophila leucostoma Kosuge, 1986
- Coralliophila lividorupis (Laws, 1935) †
- Coralliophila luglii Smriglio & Mariottini, 2011
- Coralliophila macleani Shasky, 1970
- Coralliophila mallicki Ladd, 1976
- Coralliophila mandji P. A. Bernard, 1989
- Coralliophila marrati Knudsen, 1956
- Coralliophila meyendorffii (Calcara, 1845)
- Coralliophila mira (Cotton & Godfrey, 1932)
- Coralliophila mitraeforma Kosuge, 1985
- Coralliophila monodonta (Blainville, 1832)
- Coralliophila monterosatoi (Locard, 1897)
- Coralliophila nanhaiensis Zhang & Wei, 2005
- Coralliophila nivea (A. Adams, 1853)
- Coralliophila nodosa (A. Adams, 1854)
- Coralliophila norfolk Oliverio, 2008
- Coralliophila nukuhiva Oliverio, 2008
- Coralliophila nux (Reeve, 1846)
- Coralliophila orcuttiana Dall, 1919
- Coralliophila ovoidea (Kosuge, 1985)
- Coralliophila panormitana (Monterosato, 1869)
- Coralliophila parva (E. A. Smith, 1877)
- Coralliophila parvula Bozzetti, 2007
- Coralliophila patruelis (E. A. Smith, 1890)
- Coralliophila persica Melvill, 1897
- Coralliophila pulchella (A. Adams, 1854)
- Coralliophila radula (A. Adams, 1855)
- Coralliophila rhomboidea Kosuge & Oliverio, 2004
- Coralliophila richardi (P. Fischer, 1882)
- Coralliophila robillardi (Liénard, 1870)
- Coralliophila roseocephala Kosuge, 1986
- Coralliophila rubrococcinea Melvill & Standen, 1901
- Coralliophila salebrosa H. Adams & A. Adams, 1863
- Coralliophila scala (A. Adams, 1854)
- Coralliophila scalariformis (Lamarck, 1822)
- Coralliophila scalaris (Brocchi, 1814)
- Coralliophila schioettei Smriglio & Mariottini, 2000
- Coralliophila sertata (Hedley, 1903)
- Coralliophila sofiae (Aradas & Benoit, 1876)
- Coralliophila solutistoma Kuroda & Shikama [in Shikama], 1966
- Coralliophila squamosissima (E. A. Smith, 1876)
- Coralliophila squamulosa (Reeve, 1846)
- Coralliophila suduirauti Smriglio & Mariottini, 2003
- Coralliophila trigoi Mariottini, Smriglio & Rolán, 2005
- Coralliophila turneri Laws, 1941 †
- Coralliophila vertigo (Kosuge, 1986)
- Coralliophila violacea (Kiener, 1836)
- Coralliophila wilsoni Pritchard & Gatliff, 1898
- Coralliophila xenophila Oliverio, 2008